# Come Back to Me
A Come Back to Me Janet Jackson amerikai pop- és R&B-énekesnő ötödik kislemeze negyedik, Rhythm Nation 1814 című albumáról. Szövegét Jackson írta, Jimmy Jam és Terry Lewis szerezte a zenét, és ők voltak a dal producerei is. A dal egy szomorú szerelmes dal, melyben az énekesnő régi szerelme után vágyakozik.
Az Egyesült Királyságban a dal dupla A oldalas kislemezen jelent meg az Alrighttal.

## Fogadtatása
A dal egyike volt a Rhythm Nation 1814 album hét azon dalának, ami a Top 5-be került a Hot 100 slágerlistán: a 2. helyig ért el (Mariah Carey Vision of Love-ja tartotta vissza az első helytől). A Hot R&B/Hip-Hop Songs listán szintén a második helyre került, a The Time Jerk Out című száma mögött. Ez Jackson egyetlen dala, ami vezette a Billboard adult contemporary listáját is. Külföldön a dal nem ért el nagy sikert, Kanadában nem került be a Top 10-be, az Egyesült Királyságban pedig csak a 20. helyig jutott.
1992-ben Marion Meadows szaxofonos feldolgozta a dalt Keep It Right There című albumán, 2008-ban pedig Plies rapper felhasznált belőle egy részletet Bust It Baby Pt. 2 című dalában. Jackson szerepelt a dal hivatalos remixében (Bust It Baby Pt. 3), ami kiszivárgott az internetre.
Janet a The Velvet Rope turné kivételével minden eddigi turnéján előadta a dalt.

## Videóklip és remixek
A dal videóklipjét Dominic Sena rendezte, aki Jackson számos más klipjét is. A klip Párizsban játszódik, ahol Jackson a régi szép időkre emlékszik, amit a szerelmével töltött. A klip végződése optimista, Janet ráébred, hogy minden rendbe fog jönni. A klipben szerepel René Elizondo, akihez Janet egy évvel később feleségül ment.
A klipben látható a Pont de Bir-Hakeim, az Eiffel-torony, a Grand Palais, a Gare d'Austerlitz, a Champs de Mars és a kilátás a Montmartre-ról. A klip szerepel a Design of a Decade 1986/1996 című videóklip-DVD-n; Janet első válogatásalbumán, az 1995-ben megjelent Design of a Decade 1986/1996-on pedig a dal egy remixe szerepel.
A Come Back to Me-nek készült spanyol nyelvű változata is, Vuelve a mi címen. A kislemez egyes változatain szerepel a The Skin Game című dal, ami Janet albumain nem szerepel.

### Hivatalos remixek, változatok listája
- 7" I’m Beggin’ You Mix (4:47)
- 12" I’m Beggin’ You Mix (5:34)
- Instrumental (5:17)
- The Abandoned Heart Mix (5:18)
- Vuelve a mí (5:13)
- Vuelve a mí (5:21)

## Változatok[2]
| 7" bakelit kislemez (Egyesült Királyság, Fülöp-szigetek) Kazetta (Egyesült Királyság) 1. Come Back to Me (7" I’m Beggin’ You Mix) 2. Alright (7" R&B Mix) 7" kislemez (Egyesült Királyság) +poszter, kitűző 7" kislemez (Németország, Ausztrália, Japán) Mini CD (Japán) Kazetta (USA) 1. Come Back to Me (7" I’m Beggin’ You Mix) 2. Vuelve a mí 12" maxi kislemez (Hong Kong) 1. Come Back to Me 12" maxi kislemez (Egyesült Királyság) 1. Come Back to Me (I’m Beggin’ You Mix) 2. Alright (12" House Mix – With Heavy D.) 3. Alright (Hip House Dub – With Heavy D.) 12" maxi kislemez (Egyesült Királyság) 1. Come Back to Me (Abandoned Heart Mix) 2. Alright (12" R&B Mix) 3. Alright (House Dub – With Heavy D.) | 12" maxi kislemez (USA, Németország) 1. Come Back to Me (7" I’m Beggin’ You Mix) 2. Come Back to Me (I’m Beggin’ You Mix) 3. Come Back to Me (Instrumental) 4. The Skin Game Part 1 5. The Skin Game Part 2 (Instrumental) CD maxi kislemez (Egyesült Királyság) 1. Come Back to Me (7" I’m Beggin’ You Mix) 2. Alright (7" R&B Mix) 3. Alright (House Mix – With Heavy D.) CD maxi kislemez (Japán) 1. Come Back to Me (7" I’m Beggin’ You Mix) 2. Come Back to Me (12" I’m Beggin’ you mix) 3. Vuelve a mí 4. Come Back to Me (Abandoned Heart Mix) 5. Come Back to Me (Album version) 6. Come Back to Me (Instrumental) 7. Vuelve a mí (Castillian) 8. The Skin Game Part 1 9. The Skin Game Part 2 (Instrumental) |

## Helyezések
| Slágerlista (1990/1991)                     | Legmagasabb helyezés |
| ------------------------------------------- | -------------------- |
| Ausztrál kislemezlista                      | 79                   |
| Brit kislemezlista                          | 20                   |
| Ír kislemezlista                            | 21                   |
| Kanadai kislemezlista                       | 27                   |
| USA Billboard Hot 100                       | 2                    |
| USA Billboard Hot R&B/Hip-Hop Songs         | 2                    |
| USA Billboard Hot Adult Contemporary Tracks | 1                    |
| USA Billboard Hot Dance Singles Sales       | 17                   |

| Év végi slágerlista (1990) | Helyezés |
| -------------------------- | -------- |
| USA Billboard Hot 100      | 49       |